# Rualena
Rualena là một chi nhện trong họ Agelenidae.